# Alfred Kipketer
Alfred Kipketer (Kapsabet, 28 december 1996) is een Keniaans middellangeafstandsloper, die is gespecialiseerd in de 800 meter. Hij nam eenmaal deel aan de Olympische Spelen en won hierbij geen medailles.

## Loopbaan
Kipketer werd in 2013 in Donetsk op de 800 meter wereldkampioen U18. Het jaar nadien veroverde hij op dezelfde afstand in Eugene de titel bij de U20. Tijdens de wereldkampioenschappen in 2015 eindigde Kipketer op de zevende plaats in de finale van de 800 m.
Kipketer maakte zijn olympisch debuut in 2016 op de Olympische Spelen van Rio de Janeiro. Op de 800 m eindigde hij op de zevende plaats.

## Persoonlijke records
Outdoor
| Onderdeel | Prestatie | Datum            | Plaats    |
| --------- | --------- | ---------------- | --------- |
| 400 m     | 47,90     | 4 april 2014     | Nairobi   |
| 600 m     | 1.15,60   | 5 september 2015 | Amsterdam |
| 800 m     | 1.42,87   | 27 augustus 2016 | Parijs    |
| 1000 m    | 2.17,40   | 10 juni 2018     | Stockholm |
| 4 x 800 m | 7.08,40   | 24 mei 2014      | Nassau    |

Indoor
| Onderdeel                  | Prestatie | Datum           | Plaats     |
| -------------------------- | --------- | --------------- | ---------- |
| 800 m                      | 1.48,58   | 3 februari 2016 | Düsseldorf |
| Gemengde afstandsestafette | 9.27,21   | 31 januari 2015 | New York   |

## Prestaties

### 800 m
Kampioenschappen
- 2013:  WK U18 - 1.48,01
- 2014:  WK U20 - 1.43,96
- 2015: 7e WK - 1.47,66
- 2016: 7e OS - 1.46,02

Diamond League-overwinningen
- 2016:  Meeting de Paris - 1.42,87
- 2016:  Herculis – 1.44,47

### 4x800 m
- 2014:  IAAF World Relays - 7.08,40
- 2017:  IAAF World Relays - 7.13,70